# Joerg-Plateau
Das Joerg-Plateau ist eine Hochebene mit verstreut aufragenden Gipfeln an der Orville-Küste des westantarktischen Ellsworthlands. Es grenzt an das Filchner-Ronne-Schelfeis. 
Teilnehmer der Ronne Antarctic Research Expedition (1947–1948) unter der Leitung des US-amerikanischen Polarforschers Finn Ronne benannten es. Namensgeber ist der US-amerikanische Kartograph und Geograph W. L. G. Joerg (1885–1952).